# Куржене (Юра)
Куржене (фр. Courgenay) — громада  в Швейцарії в кантоні Юра, округ Порантрюї.

## Географія
Громада розташована на відстані близько 60 км на північний захід від Берна, 18 км на захід від Делемона.
Куржене має площу 18,4 км², з яких на 9,3% дозволяється будівництво (житлове та будівництво доріг), 48,3% використовуються в сільськогосподарських цілях, 42,2% зайнято лісами, 0,2% не є продуктивними (річки, льодовики або гори).

## Демографія
2019 року в громаді мешкало 2379 осіб (+10,4% порівняно з 2010 роком), іноземців було 10,7%. Густота населення становила 129 осіб/км².
За віковим діапазоном населення розподілялося таким чином: 22,7% — особи молодші 20 років, 57% — особи у віці 20—64 років, 20,3% — особи у віці 65 років та старші. Було 1042 помешкань (у середньому 2,3 особи в помешканні).
Із загальної кількості 923 працюючих 85 було зайнятих в первинному секторі, 444 — в обробній промисловості, 394 — в галузі послуг.